# Liberalismo económico
O liberalismo econômico (português brasileiro) ou liberalismo económico (português europeu) é uma ideologia baseada na organização da economia em linhas individualistas, rejeitando intervencionismo estatal, o que significa que o maior número possível de decisões econômicas são tomadas pelas empresas e indivíduos e não pelo Estado ou por organizações coletivas. As teses do liberalismo econômico foram criadas no século XVI com a clara intenção de combater o mercantilismo, cujas práticas já não atendiam às novas necessidades do capitalismo, sendo seu pressuposto básico a emancipação da economia de qualquer dogma externo a ela mesma.
Os economistas do final do século XVIII eram contrários a intervenção do Estado na economia. Para eles o Estado deveria apenas dar condições para que o mercado seguisse de forma natural seu curso. Um dos principais pensadores da época foi François Quesnay, que apesar de médico na corte de Luis XV teve contato com as ideologias econômicas. Em sua teoria afirmava que a verdadeira atividade produtiva estava inserida na agricultura. Para Vincent de Gournay as atividades comerciais e industriais deveriam usufruir de liberdade para o melhor prosseguimento em seus processos produtivos, para alcançar assim uma acumulação de capitais. 
O criador da teoria mais aceita na economia moderna foi Adam Smith, economista britânico, apontando como as nações iriam prosperar sob tal sistema. Nela ele confrontou as ideias de Quesnay e Gournay, afirmando que a desejada prosperidade econômica e a acumulação de riquezas não são concebidas pela atividade rural e nem comercial. Para Smith o elemento de geração de riqueza está no potencial de trabalho sem ter o estado como regulador e interventor. Outro ponto fundamental é o fato de que todos os agentes econômicos são movidos por um impulso de crescimento e desenvolvimento econômico, que poderia ser entendido como uma ambição ou ganância individual, que no contexto macro traria benefícios para toda a sociedade, uma vez que a soma desses interesses particulares promoveria a evolução generalizada, um equilíbrio perfeito. 
Adam Smith teve também grande influência na derrubada da teoria mercantilista. Desmitificou a importância do ouro e da prata, equiparando esses metais às demais mercadorias. Enquanto o liberalismo econômico favorece os mercados sem restrições por parte do governo, afirma também que o Estado tem um papel legítimo no fornecimento de bens públicos, segundo Smith. O liberalismo econômico é também geralmente considerado contrário às ordens não-capitalistas, como o socialismo, socialismo de mercado e economias planificadas.

## Ideias
As ideias eram claras no liberalismo econômico, defendiam a livre concorrência, a lei da oferta e procura. Sem contar que foram os primeiros a trabalhar economia com ciências, física, biologia, matemática e principalmente o iluminismo, os princípios e ideias vieram de Adam Smith e François Quesnay. O liberalismo econômico reconhecido por combater um Estado muito grande, regulador e interventor que impeça ou inviabilize a atividade econômica.   O liberalismo econômico, como corrente de pensamento, não apenas advogava pela livre concorrência e pela lei da oferta e demanda, mas também se destacou por sua abordagem interdisciplinar ao integrar conceitos econômicos com diversas disciplinas, tais como ciências, física, biologia e matemática. Esse enfoque multifacetado permitiu uma compreensão mais abrangente e fundamentada dos fenômenos econômicos, transcendendo os limites tradicionais da análise. 
O impacto do Iluminismo, notadamente personificado nas ideias de pensadores como Adam Smith e François Quesnay, foi crucial para moldar os princípios fundamentais do liberalismo econômico. A ênfase na razão, na liberdade individual e na confiança na capacidade humana de buscar o progresso foi intrinsecamente ligada à visão liberal da economia. Smith, com sua obra seminal "A Riqueza das Nações", delineou os benefícios da auto-regulação do mercado, enfatizando que a busca individual do interesse próprio poderia resultar no bem comum, conceito central para o liberalismo econômico. A integração de abordagens científicas e matemáticas proporcionou uma base mais sólida para as teorias econômicas, permitindo uma análise mais rigorosa e quantitativa dos fenômenos econômicos. Isso contribuiu para o desenvolvimento de modelos e teorias mais precisos, ampliando a compreensão dos mecanismos subjacentes à atividade econômica. Um dos princípios distintivos do liberalismo econômico é sua oposição a um Estado excessivamente grande, regulador e intervencionista. A crença central é que a intervenção estatal exacerbada pode prejudicar a eficiência do mercado, limitar a liberdade individual e inibir o crescimento econômico. Assim, o liberalismo econômico propugna por um Estado que, embora necessário para garantir a ordem e proteger os direitos individuais, deve evitar interferências excessivas na economia, permitindo que a livre iniciativa e a concorrência desempenhem um papel fundamental na alocação de recursos. 
O liberalismo econômico, enquanto ideologia política e econômica, fundamenta-se na defesa de uma economia de mercado, destacando princípios fundamentais como o individualismo e a propriedade privada dos meios de produção. Adam Smith, frequentemente reconhecido como um dos pioneiros do liberalismo econômico, desempenhou um papel crucial na formulação e disseminação desses princípios. Seus escritos são amplamente considerados como a expressão econômica do liberalismo desde o século XIX até eventos significativos como a Grande Depressão e a subsequente ascensão do keynesianismo no século XX. Ao longo da história, o liberalismo econômico emergiu como uma resposta direta às crises do feudalismo e do mercantilismo. No contexto do feudalismo, caracterizado por estruturas sociais rígidas e relações de vassalagem, o liberalismo econômico representou uma abordagem radical, enfatizando a autonomia individual e a capacidade de empreender como motores do progresso econômico. A transição do mercantilismo, que favorecia práticas protecionistas e a acumulação de riquezas através do comércio controlado pelo Estado, para o liberalismo econômico foi motivada pela busca de maior eficiência e liberdade econômica. 
A visão liberal da economia propõe que a busca individual pelo interesse próprio, dentro de um contexto de livre concorrência, leva não apenas ao benefício pessoal, mas também ao bem comum. Adam Smith, em sua obra "A Riqueza das Nações", articulou a ideia do "laissez-faire", argumentando que a intervenção mínima do Estado permitiria que as forças do mercado regulassem naturalmente a alocação de recursos. No entanto, a influência do liberalismo econômico atingiu um ponto crítico com a eclosão da Grande Depressão, momento em que as falhas do mercado foram evidentes. A resposta a essa crise foi marcada pelo surgimento do keynesianismo, que defendia um papel mais ativo do Estado na gestão da economia. A subsequente dinâmica entre as abordagens liberal e keynesiana contribuiu para a moldagem do cenário econômico global ao longo do século XX. Assim, o liberalismo econômico, nascido como uma reação histórica ao feudalismo e ao mercantilismo, continua a desempenhar um papel central no debate econômico, apesar das mudanças no panorama político e das evoluções teóricas ao longo do tempo. 
O liberalismo econômico está intrinsecamente vinculado aos princípios dos mercados e à defesa da propriedade privada dos ativos de capital. Os adeptos do liberalismo econômico, muitas vezes referidos como liberais econômicos, sustentam uma postura que tende a se opor à intervenção governamental excessiva e ao protecionismo na economia de mercado. Esta oposição surge especialmente quando tais intervenções são percebidas como obstáculos ao livre comércio e à competição, elementos fundamentais para o funcionamento eficiente do mercado. A defesa da liberdade de mercado pelos liberais econômicos está associada à crença de que a competição aberta e justa é um motor essencial para a eficiência econômica. Acreditam que, quando deixados a si mesmos, os mercados têm a capacidade de alocar recursos de maneira eficiente, impulsionar a inovação e responder de maneira dinâmica às mudanças nas condições econômicas. 
Contudo, é importante notar que os liberais econômicos reconhecem a necessidade de intervenção governamental em certas circunstâncias. Especificamente, apoiam a intervenção quando se trata de proteger os direitos de propriedade, abrir novos mercados, financiar o crescimento econômico e corrigir falhas de mercado. A proteção dos direitos de propriedade é considerada crucial para garantir a segurança jurídica e estimular o investimento, enquanto a abertura de novos mercados é vista como uma forma de promover o comércio internacional e o desenvolvimento econômico. Além disso, os liberais econômicos reconhecem que há situações em que as forças do mercado podem não ser suficientes para garantir resultados desejáveis. Em face de falhas de mercado, como externalidades negativas ou a falta de concorrência em setores-chave, a intervenção governamental pode ser vista como um meio necessário para corrigir distorções e promover o bem-estar econômico. 
Uma economia gerida de acordo com os preceitos do liberalismo econômico pode ser caracterizada como uma economia liberal ou operando sob o liberalismo capitalista. Os liberais econômicos, que seguem uma filosofia política e econômica específica, advogam por uma política fiscal contida, que envolve o controle de gastos e a busca por um orçamento equilibrado. Essa abordagem é frequentemente implementada por meio de medidas como a redução de impostos, a diminuição dos gastos governamentais e a minimização da dívida pública. O livre comércio é um dos princípios fundamentais do liberalismo econômico, e os defensores desse sistema acreditam que a remoção de barreiras comerciais promove a eficiência econômica, estimula a concorrência e leva a uma alocação mais eficaz de recursos. A desregulamentação é outra característica proeminente, com os liberais econômicos defendendo a redução de regulamentações governamentais para permitir maior flexibilidade e dinamismo nos mercados.  
A redução de impostos é uma medida considerada vital pelos liberais econômicos para incentivar o crescimento econômico, estimular investimentos e promover a criação de empregos. Além disso, a privatização é frequentemente apoiada como uma forma de transferir a gestão de setores econômicos do governo para a iniciativa privada, visando aumentar a eficiência e a inovação. No mercado de trabalho, os liberais econômicos geralmente advogam pela flexibilidade, acreditando que uma menor intervenção governamental nas relações trabalhistas permite uma adaptação mais eficaz às mudanças econômicas. A oposição aos sindicatos também é uma posição comum, considerando que estes podem ser vistos como obstáculos à flexibilidade e à eficiência no mercado de trabalho.   

## Origem e história inicial
O liberalismo econômico, concebido durante a Era do Iluminismo e notavelmente desenvolvido por pensadores como Adam Smith, emergiu como a teoria econômica do liberalismo, propondo uma intervenção mínima do governo na economia. Os argumentos a favor desse paradigma econômico foram robustamente apresentados por Smith e outros pensadores iluministas como uma resposta crítica ao sistema feudal e ao mercantilismo, ambos em declínio na época. Adam Smith, em sua obra seminal "Uma Investigação sobre a Natureza e as Causas da Riqueza das Nações" (1776), desempenhou um papel crucial na fundamentação teórica do liberalismo econômico. Smith defendeu a ideia de que os mercados, quando deixados a operar livremente, têm a capacidade intrínseca de coordenar eficientemente a produção e a distribuição de bens e serviços. Sua visão era guiada pela crença de que a busca individual pelo interesse próprio, no contexto de uma competição aberta, leva naturalmente ao benefício coletivo, conceito essencial para o liberalismo econômico. A Era do Iluminismo proporcionou o terreno intelectual para a propagação dessas ideias, que ganharam destaque como alternativas viáveis ao feudalismo, caracterizado por estruturas sociais rígidas, e ao mercantilismo, que favorecia práticas protecionistas e a intervenção estatal na economia. 
O cerne do liberalismo econômico reside na defesa da intervenção governamental mínima, permitindo que os mercados se autorregulem. No entanto, é importante notar que, apesar da ênfase na liberdade de mercado, os defensores do liberalismo econômico, como Smith, não necessariamente se opuseram à provisão estatal de bens públicos essenciais. Reconheciam a importância de uma presença governamental limitada para garantir a segurança jurídica, proteger os direitos de propriedade e prover serviços públicos fundamentais que o setor privado poderia não fornecer de maneira eficaz. Assim, o liberalismo econômico, concebido durante a Era do Iluminismo, não apenas representou uma ruptura com as práticas econômicas anteriores, mas também estabeleceu os alicerces para a formulação de políticas econômicas que buscavam equilibrar a autonomia do mercado com a necessidade de um governo mínimo e eficiente. 
Na perspectiva de Adam Smith, a visão central era de que se os indivíduos fossem deixados a conduzir suas atividades econômicas sem uma intervenção excessiva do Estado, isso resultaria em uma sociedade harmoniosa e mais igualitária, marcada por um crescimento econômico sustentável. Essa concepção influenciou profundamente a transição para um sistema econômico capitalista no final do século XVIII, contribuindo significativamente para o declínio do sistema mercantilista. A premissa fundamental de Smith era que, quando as pessoas buscam seus próprios interesses egoístas de maneira livre e competitiva, o mercado se autorregula de maneira a promover o bem comum. Sua obra "A Riqueza das Nações" (1776) argumentou que a busca individual pelo lucro, quando combinada com a livre concorrência, leva a uma alocação eficiente de recursos, estimula a inovação e gera riqueza para toda a sociedade.  
Essa perspectiva favoreceu a propriedade privada e os contratos individuais como pilares fundamentais do liberalismo econômico. A propriedade privada era vista como um incentivo crucial para o uso eficiente dos recursos, pois os indivíduos têm um interesse direto em cuidar e melhorar o que lhes pertence. Os contratos individuais, por sua vez, eram vistos como instrumentos voluntários que refletiam as preferências e necessidades das partes envolvidas, contribuindo para a estabilidade e previsibilidade nas transações comerciais. Essa abordagem também teve implicações profundas na estrutura social. Ao permitir que os indivíduos busquem oportunidades e desenvolvam seus talentos de maneira livre, Smith acreditava que a sociedade como um todo se beneficiaria. A concorrência saudável, segundo ele, não apenas impulsionaria a eficiência econômica, mas também contribuiria para uma distribuição mais equitativa da riqueza. A influência da visão de Smith estendeu-se para além do campo econômico, moldando ideias políticas e sociais. Sua defesa da liberdade econômica e da limitação do papel do Estado na esfera econômica desempenhou um papel crucial na formação do pensamento liberal clássico e na consolidação das bases do capitalismo moderno.  
A teoria inicial do liberalismo econômico baseava-se na suposição fundamental de que as ações econômicas individuais são predominantemente impulsionadas pelo interesse próprio, conceito muitas vezes simbolizado pela "mão invisível". Essa metáfora, introduzida por Adam Smith em "A Riqueza das Nações", sugere que, quando os indivíduos buscam seus próprios interesses egoístas no contexto de um mercado competitivo, isso naturalmente conduz ao bem comum e à eficiência econômica. Além disso, a ideia de "ordem espontânea" permeava essa teoria, indicando que permitir que as pessoas ajam sem restrições resultaria nos melhores resultados para a sociedade como um todo. 
Essa abordagem, no entanto, não pressupõe um ambiente de total anarquia. Pelo contrário, reconhece a necessidade de certos padrões mínimos de informação pública e justiça para garantir que a competição ocorra em um ambiente equitativo. A existência desses padrões mínimos é crucial para assegurar que as trocas econômicas sejam voluntárias, livres de coerção, roubo ou fraude. A legislação inglesa historicamente refletiu essa ideologia liberal. Um exemplo notável é a perspectiva expressa pelo Lord Ackner, que negou a existência de um dever de boa-fé no direito contratual inglês. Ao destacar a "posição adversarial das partes quando envolvidas em negociações", ele enfatizou a importância da liberdade contratual e da autonomia das partes envolvidas em um acordo. Essa abordagem está alinhada com a ideia de que as trocas econômicas são mais eficientes quando as partes têm a liberdade de buscar seus próprios interesses e negociar em um ambiente competitivo. Além disso, a defesa da liberdade de expressão e imprensa também está profundamente enraizada no liberalismo econômico. A livre circulação de informações é considerada vital para o funcionamento adequado do mercado, pois os participantes precisam de acesso a informações transparentes para tomar decisões informadas. 

### Oposição inicial
Inicialmente, os liberais econômicos tiveram que lidar com argumentos dos defensores de privilégios feudais para os ricos, tradições da aristocracia e os direitos dos monarcas de administrar as economias nacionais em seus próprios interesses pessoais. No final do século XIX e início do século XX, essa oposição foi amplamente derrotada nos principais mercados de capitais dos países ocidentais. 
O Império Otomano tinha políticas liberais de livre comércio já no século XVIII, com origens nas capitulações do Império Otomano, que remontam aos primeiros tratados comerciais assinados com a França em 1536 e ampliadas com capitulações em 1673, em 1740, que reduziram as tarifas para apenas 3% para importações e exportações, e em 1790. As políticas de livre comércio otomanas foram elogiadas por economistas britânicos defensores do livre comércio, como J. R. McCulloch em seu Dicionário de Comércio (1834), mas foram criticadas por políticos britânicos contrários ao livre comércio, como o primeiro-ministro Benjamin Disraeli, que citou o Império Otomano como "um exemplo do prejuízo causado pela competição irrestrita" no debate sobre as Leis do Milho de 1846, argumentando que ela destruiu o que tinha sido "algumas das melhores manufaturas do mundo" em 1812. 
Atualmente, o liberalismo econômico continuava a desempenhar um papel significativo no cenário econômico global, tanto em termos de práticas adotadas por alguns países quanto nos debates teóricos. No entanto, é importante notar que o liberalismo econômico não é uma abordagem homogênea, e diferentes países implementam suas políticas de maneiras variadas, muitas vezes adaptando-as às suas realidades políticas e sociais. Algumas nações, historicamente identificadas com princípios liberais, continuaram a seguir políticas econômicas alinhadas com os fundamentos do liberalismo, incluindo a ênfase na livre iniciativa, na propriedade privada e na minimização da intervenção estatal. Exemplos clássicos incluem os Estados Unidos, países da União Europeia e nações como o Canadá e a Austrália. Muitos países adotam abordagens mais ecléticas, incorporando elementos do liberalismo econômico em combinação com políticas intervencionistas em setores estratégicos. A China, por exemplo, apresenta uma economia que integra elementos de livre mercado enquanto mantém um controle significativo por parte do Estado em certos setores-chave. m algumas regiões, a adoção do liberalismo econômico pode ser desafiada por considerações culturais, sociais e políticas. Em certos países, a implementação de reformas liberais pode enfrentar resistência devido a preocupações com desigualdades sociais e questões de equidade. 

### Estado do debate
O estado do debate sobre liberalismo econômico é dinâmico, e novos desenvolvimentos podem ter ocorrido desde então. No entanto, pode se destacar algumas tendências e tópicos de discussão que são relevantes. 
A desafiadora dinâmica da globalização, especialmente com o aumento do protecionismo, tem sido um tema central nas discussões econômicas e políticas recentes. A guerra comercial entre os Estados Unidos e a China, que começou em 2018, foi um dos eventos mais significativos destacando a tensão entre a globalização e o protecionismo. Ambos os países impuseram tarifas sobre as importações um do outro, levando a uma escalada nas hostilidades comerciais.  O protecionismo, manifestado em forma de tarifas e barreiras comerciais, impactou as cadeias de suprimentos globais. Muitas empresas foram forçadas a reavaliar e ajustar suas estratégias de produção e distribuição em resposta às mudanças nas políticas comerciais. 
Algumas nações passaram a reavaliar a questão da soberania econômica e autossuficiência em setores estratégicos. A dependência excessiva de outros países para certos bens essenciais tem levado a discussões sobre a necessidade de garantir uma maior autossuficiência. O aumento do protecionismo desafia a eficácia de organizações internacionais, como a Organização Mundial do Comércio (OMC), que historicamente promoveram a liberalização do comércio global. O impasse em negociações comerciais multilaterais contribui para um cenário de incerteza. A retórica protecionista e as ações comerciais restritivas podem ter implicações para o crescimento econômico global. Restrições ao comércio podem limitar oportunidades de expansão e inovação, afetando negativamente o crescimento econômico em diversas regiões. 
A pandemia de COVID-19 exacerbou as tensões comerciais e acentuou as discussões sobre a dependência de cadeias de suprimentos globais em setores críticos, como equipamentos médicos e produtos farmacêuticos. Alguns países consideraram medidas para reforçar a resiliência em tempos de crise.  O cenário global continua a evoluir, e as perspectivas futuras da relação entre globalização e protecionismo permanecem incertas. O equilíbrio entre a integração global e a busca por interesses nacionais permanece como um ponto crítico de debate nas políticas econômicas e comerciais. 
A crescente desigualdade econômica tem se destacado como um tema central no debate contemporâneo, com argumentações sobre o papel do liberalismo econômico no agravamento dessas disparidades. Críticos argumentam que, em certos casos, o liberalismo econômico pode contribuir para acentuar a desigualdade, uma vez que as políticas de mercado podem beneficiar desproporcionalmente os mais ricos. A busca pelo lucro e a liberalização sem restrições podem resultar em disparidades significativas de renda e riqueza. A desigualdade crescente levou a chamados por reformas econômicas destinadas a abordar as raízes estruturais dessas disparidades. Questões como tributação mais progressiva, melhor acesso à educação e medidas de inclusão social têm sido discutidas como maneiras de mitigar a desigualdade.  Há debates sobre o papel apropriado do Estado na redução da desigualdade. Enquanto defensores do liberalismo econômico frequentemente advogam por uma intervenção mínima, críticos destacam a necessidade de políticas governamentais mais ativas para garantir uma distribuição mais equitativa dos benefícios econômicos. 
Discussões também se concentram em políticas compensatórias, incluindo programas de assistência social, acesso igualitário a serviços básicos e a criação de oportunidades econômicas para grupos historicamente marginalizados. Essas políticas são vistas como essenciais para equilibrar as disparidades e promover a equidade. A crescente conscientização sobre as mudanças climáticas e a sustentabilidade provocou discussões sobre como o liberalismo econômico pode se adaptar para abordar questões ambientais. Alguns aspectos cruciais dessas conversas incluem: Argumenta-se que o liberalismo econômico precisa ser adaptado para incorporar considerações ambientais. A busca incessante pelo crescimento econômico muitas vezes é criticada por desconsiderar os impactos ambientais adversos, e há um apelo para integrar considerações sustentáveis nas políticas econômicas. 
As discussões se concentram em encontrar o equilíbrio entre regulamentação ambiental eficaz e incentivos para a inovação sustentável. Algumas propostas envolvem a criação de políticas que recompensem práticas empresariais ambientalmente responsáveis e penalizem atividades prejudiciais ao meio ambiente. O liberalismo econômico pode ser adaptado para incentivar investimentos em energias renováveis e tecnologias sustentáveis. Estímulos econômicos direcionados a setores verdes, por exemplo, são vistos como maneiras de promover o crescimento econômico ao mesmo tempo em que abordam preocupações ambientais. Propõe-se uma mudança em direção a uma economia circular e a promoção do consumo sustentável como parte integrante do desenvolvimento econômico. Essa abordagem visa minimizar o desperdício e a pegada ambiental, integrando princípios de sustentabilidade nas práticas de produção e consumo. 
Os debates sobre o papel apropriado do Estado na economia, intensificados após a crise financeira de 2008, continuam a moldar discussões econômicas e políticas. A crise financeira de 2008 levou a uma reavaliação do papel do Estado na regulação financeira e na estabilidade econômica. Críticos do liberalismo econômico argumentam que a crise evidenciou falhas de mercado significativas, justificando uma intervenção mais ativa para evitar crises semelhantes no futuro. As discussões sobre uma maior intervenção estatal concentram-se em medidas de regulação financeira mais robustas para evitar excessos e práticas irresponsáveis. Além disso, propostas de políticas fiscais, como a implementação de impostos progressivos, visam abordar as desigualdades e promover a estabilidade econômica.  Há argumentos em favor de o Estado desempenhar um papel contracíclico durante períodos de recessão, usando políticas fiscais e monetárias para estimular a economia. Isso inclui a implementação de programas de gastos públicos e redução das taxas de juros para impulsionar o investimento e o consumo. Defensores da intervenção estatal destacam a importância de investimentos em infraestrutura e serviços públicos como meio de impulsionar o crescimento econômico e criar empregos. Esses investimentos são vistos como cruciais para melhorar a competitividade e a qualidade de vida. 
O avanço tecnológico, especialmente a automação e a inteligência artificial, tem gerado discussões sobre seu impacto na força de trabalho e as adaptações necessárias nas políticas econômicas.  A automação e a inteligência artificial têm o potencial de substituir empregos tradicionais, levando a preocupações sobre o desemprego estrutural e a necessidade de novas habilidades para a força de trabalho. A adaptação às mudanças tecnológicas requer um foco renovado na educação e na capacitação. Políticas que promovem a aprendizagem ao longo da vida e a aquisição de habilidades relevantes são consideradas essenciais para permitir que os trabalhadores se ajustem às demandas do mercado de trabalho em evolução. A discussão inclui considerações sobre reformas nos sistemas de proteção social, como o possível advento de programas de renda básica universal ou outras formas de suporte financeiro para indivíduos afetados pela automação e mudanças no mercado de trabalho. O avanço tecnológico também destaca a necessidade de uma governança ética dessas tecnologias. Questões relacionadas à privacidade, segurança e impacto social são fundamentais nas discussões sobre como equilibrar o progresso tecnológico com o bem-estar da sociedade. 
Críticas filosóficas ao liberalismo econômico têm questionado seus fundamentos éticos, destacando a necessidade de considerações éticas mais profundas na formulação de políticas econômicas.  Algumas críticas filosóficas argumentam que o liberalismo econômico adota uma visão reducionista do ser humano, reduzindo-o a um agente econômico maximizador de utilidade. Essa abordagem pode ignorar aspectos mais amplos da experiência humana, como relações sociais, solidariedade e bem-estar emocional. Críticos apontam que o foco excessivo no mercado como o principal regulador da alocação de recursos pode levar a uma commodificação de aspectos da vida que deveriam ser tratados de maneira mais holística e ética. Questões éticas sobre a equidade na distribuição de recursos durante a crise surgiram, destacando a importância de políticas que considerem as necessidades específicas de grupos vulneráveis e marginalizados. A pandemia ressaltou a importância da ciência na tomada de decisões políticas. O debate se concentra em como os governos podem equilibrar considerações científicas, éticas e econômicas para implementar medidas eficazes enquanto protegem a saúde pública.  
A pandemia de COVID-19 gerou discussões intensas sobre o papel do Estado em situações de crise, com uma variedade de questões relacionadas à intervenção governamental, assistência econômica e políticas de saúde pública sendo amplamente debatidas.   A crise da pandemia destacou a necessidade de intervenção governamental em questões de saúde pública. A implementação de medidas como o distanciamento social, restrições de viagens e campanhas de vacinação ilustra o papel crucial que o Estado pode desempenhar na proteção da saúde da população. A necessidade de assistência econômica durante períodos de crise tornou-se evidente, com muitos governos implementando pacotes de estímulo, programas de auxílio emergencial e outras medidas para apoiar indivíduos e empresas afetados pela pandemia. Isso gerou debates sobre a extensão e a eficácia dessas políticas.  

## Tipos
Ao longo da história, o liberalismo econômico evoluiu e se diversificou em diferentes correntes, refletindo mudanças sociais, políticas e econômicas.  O liberalismo, seja na esfera econômica ou política, compartilha princípios fundamentais, mas difere em suas ênfases e aplicações. O liberalismo econômico concentra-se nas questões econômicas e no funcionamento do mercado, valorizando o livre mercado como o meio mais eficiente de alocar recursos. Destaca a propriedade privada como direito fundamental e preconiza uma intervenção mínima do Estado na economia, enfatizando a desregulamentação para permitir que o mercado se autorregule. Já o liberalismo político focaliza as liberdades e direitos individuais na esfera política. Valoriza o Estado de Direito, a separação de poderes e a democracia representativa para evitar a concentração excessiva de poder. Enfatiza a proteção dos direitos civis e políticos dos cidadãos, promovendo a participação ativa dos cidadãos no processo político. Além disso, muitas vezes inclui a ideia de um Estado de Bem-Estar Social, onde o governo desempenha um papel na promoção do bem-estar geral através de serviços públicos e redes de segurança social.  Essas distinções proporcionam uma visão geral das diferenças entre o liberalismo econômico e político, mas é importante notar que muitos sistemas políticos e econômicos incorporam elementos de ambos, formando um espectro variado de ideias e práticas. 

### Liberalismo clássico
O Liberalismo Clássico, que predominou nos séculos XVIII e XIX, foi uma corrente de pensamento econômico e político liderada por pensadores notáveis como Adam Smith e David Ricardo. Suas ideias essenciais moldaram profundamente o pensamento econômico da época e exerceram grande influência no desenvolvimento de políticas. Essa abordagem enfatizava a importância da liberdade econômica, onde indivíduos e empresas teriam autonomia para buscar seus interesses sem intervenção governamental excessiva. A livre concorrência era vista como crucial para promover eficiência econômica, inovação e produção de bens e serviços de qualidade a preços acessíveis. A propriedade privada era considerada um direito fundamental, visto como um estímulo para que as pessoas investissem, trabalhassem e inovassem, impulsionando o desenvolvimento econômico. O princípio do "laissez-faire" preconizava uma intervenção mínima do governo na economia, limitando-se a garantir direitos e contratos, para evitar interferências excessivas no mercado. O Liberalismo Clássico também acreditava no autoajuste do mercado, sustentando que, em condições ideais de liberdade econômica, o mercado seria capaz de se autorregular, equilibrando oferta e demanda, determinando preços e alocando recursos de maneira eficiente. Inspirados por Adam Smith, os liberais clássicos enfatizavam a importância da divisão do trabalho como uma fonte de aumento da produtividade e eficiência, contribuindo para o crescimento econômico. O impacto do Liberalismo Clássico foi duradouro, sendo uma influência significativa na transição do feudalismo para a economia de mercado e na formação das bases do capitalismo moderno. No entanto, ao longo do tempo, outras correntes de pensamento surgiram para abordar desafios e críticas ao liberalismo clássico, resultando em evoluções nas teorias econômicas e na abordagem das políticas públicas. 

### Liberalismo social
O Liberalismo Social, que ganhou destaque no final do século XIX até o século XX, representa uma evolução em relação ao liberalismo clássico. Dentre os principais pensadores dessa corrente, destaca-se John Stuart Mill. O Liberalismo Social se diferencia ao aceitar um papel mais ativo do governo na promoção do bem-estar social, contrapondo a abordagem minimalista do Estado preconizada pelo liberalismo clássico. As características distintivas do Liberalismo Social incluem a defesa de políticas governamentais que buscam corrigir desigualdades sociais e econômicas, bem como proporcionar um "estado de bem-estar" à sociedade. Em contraste com a ênfase do liberalismo clássico na liberdade econômica e na limitação da intervenção estatal, o Liberalismo Social busca equilibrar a liberdade econômica com preocupações sociais, reconhecendo que o governo desempenha um papel crucial na promoção do bem comum. 
Nesse contexto, o Liberalismo Social propõe a implementação de políticas públicas que visam mitigar as disparidades sociais, oferecendo proteção social, acesso a serviços básicos e oportunidades equitativas para todos os membros da sociedade. O objetivo é conciliar os princípios fundamentais da liberdade individual com a responsabilidade coletiva de garantir um padrão de vida aceitável para todos. Essa abordagem mais progressista reflete uma compreensão de que, em determinadas circunstâncias, a intervenção governamental é necessária para criar condições que promovam a justiça social e o bem-estar geral. O Liberalismo Social, assim, representa uma resposta às limitações percebidas do liberalismo clássico e uma adaptação às demandas de uma sociedade em constante evolução, reconhecendo a necessidade de um equilíbrio entre a liberdade individual e a responsabilidade coletiva pelo bem-estar social. 

### Liberalismo Progressista
O Liberalismo Progressista, que se consolidou no final do século XIX e permanece relevante até o presente, é associado a pensadores influentes como Theodore Roosevelt nos Estados Unidos e John Maynard Keynes. Essa abordagem representa uma evolução do liberalismo clássico, buscando equilibrar a liberdade econômica com a necessidade de regulamentações, reconhecendo a importância da intervenção governamental para corrigir falhas de mercado e promover objetivos sociais e econômicos mais amplos. Diferentemente do liberalismo clássico, o Liberalismo Progressista reconhece a necessidade de regulamentações para evitar abusos e corrigir falhas do mercado. Busca um equilíbrio entre a liberdade individual e a intervenção estatal, reconhecendo que certas regulamentações são essenciais para promover o bem-estar geral. 
O Liberalismo Progressista apoia a intervenção governamental como meio de promover o pleno emprego e a estabilidade econômica. Essa abordagem sugere que o governo pode desempenhar um papel ativo na gestão da economia para evitar crises e recessões, adotando políticas que estimulem o crescimento e a sustentabilidade econômica. Ênfase nas Políticas de Bem-Estar Social: Ao contrário do liberalismo clássico, o Liberalismo Progressista dá ênfase às políticas de bem-estar social. Reconhece a importância de redes de segurança social, programas de saúde, educação acessível e outras medidas que visam reduzir as desigualdades e promover a justiça social. O Liberalismo Progressista é adaptável às mudanças sociais e econômicas, reconhecendo que as condições de uma sociedade dinâmica requerem abordagens flexíveis. Isso implica em ajustar políticas conforme as necessidades emergentes e compreender que o papel do governo pode variar em diferentes contextos. O Liberalismo Progressista, portanto, representa uma resposta às transformações sociais e econômicas, buscando conciliar a liberdade econômica com a intervenção governamental direcionada para atender às necessidades da sociedade contemporânea. Essa abordagem busca um equilíbrio pragmático entre a liberdade individual e a responsabilidade coletiva, com o objetivo de alcançar resultados econômicos e sociais mais equitativos e sustentáveis. 

### Libertarianismo
O Libertarianismo, que ganhou destaque principalmente no século XX, é associado a pensadores proeminentes como Ayn Rand e Murray Rothbard. Essa filosofia política e econômica defende a mínima intervenção do governo em todos os aspectos da vida, especialmente na esfera econômica. Os libertários econômicos, dentro dessa corrente, acreditam que a liberdade individual e a propriedade privada são valores supremos, sustentando que o governo deve ser reduzido ao mínimo possível. Uma característica central do libertarianismo é a defesa pela mínima intervenção do governo em todas as áreas da vida, incluindo a economia. Os libertários acreditam que a liberdade individual é prejudicada por intervenções governamentais excessivas. A liberdade individual é vista como um valor fundamental. Os libertários defendem que os indivíduos têm o direito de viver suas vidas da maneira que escolherem, desde que não prejudiquem os direitos dos outros. A propriedade privada é considerada um valor supremo no libertarianismo. Acredita-se que a posse e o controle individual dos recursos incentivam a responsabilidade e a eficiência econômica. Os libertários econômicos são céticos em relação ao papel do Estado na economia. Eles argumentam que a intervenção governamental na forma de regulamentações, impostos e subsídios distorce o funcionamento natural do mercado. 
O libertarianismo destaca a importância do livre mercado como o mecanismo mais eficiente para a alocação de recursos. Acreditam que, sem intervenção governamental, a concorrência livre promove eficiência econômica e inovação. Os libertários desconfiam tanto de monopólios estatais quanto privados, pois acreditam que ambos podem prejudicar a liberdade e eficiência. O livre mercado, para eles, é a melhor maneira de evitar monopólios prejudiciais. Em suma, o libertarianismo, especialmente na sua vertente econômica, representa uma visão que busca limitar o poder do Estado ao mínimo necessário, favorecendo a liberdade individual, a propriedade privada e o livre funcionamento do mercado como princípios fundamentais para uma sociedade ideal. 

### Neoliberalismo
O Neoliberalismo, que se consolidou nas décadas de 1970 até o presente, é associado a pensadores proeminentes como Friedrich Hayek e Milton Friedman. Surgiu como uma resposta às crises econômicas dos anos 1970 e se tornou uma influente corrente de pensamento que moldou políticas econômicas em vários países. Uma característica central do neoliberalismo é a defesa pela redução da intervenção estatal na economia. Os neoliberais acreditam que uma menor participação do governo permite o livre funcionamento do mercado, promovendo eficiência econômica. O neoliberalismo propõe a privatização de setores que historicamente eram controlados pelo Estado, como empresas estatais e serviços públicos. A ideia é que a gestão privada seja mais eficiente e orientada para o lucro. 
Os neoliberais enfatizam a importância do livre mercado e da competição como meios eficazes para alocar recursos e gerar inovação. Acreditam que a concorrência promove a eficiência e impede a formação de monopólios prejudiciais. O Neoliberalismo advoga pela desregulamentação, argumentando que a remoção de barreiras burocráticas e regulamentações excessivas facilita o empreendedorismo e a atividade econômica. Os neoliberais dão ênfase a políticas monetárias e fiscais que buscam estabilidade macroeconômica, como a manutenção da baixa inflação e o equilíbrio fiscal. O Neoliberalismo muitas vezes se baseia na teoria do capital humano, que destaca a importância do investimento em educação e formação para o desenvolvimento econômico. Os neoliberais tendem a favorecer a globalização econômica, promovendo a abertura de mercados internacionais e a facilitação do comércio internacional. 

### Ordoliberalismo
O ordoliberalismo, nascido nas cinzas da Segunda Guerra Mundial, surge como uma resposta cuidadosamente elaborada às complexas demandas econômicas e sociais do pós-guerra na Alemanha. Sob a liderança de pensadores proeminentes como Walter Eucken, Franz Böhm e Wilhelm Röpke, esta escola de pensamento reconheceu a importância da economia de mercado, mas se afastou do liberalismo clássico ao defender a necessidade de uma orientação estatal ativa. Os ordoliberais, ao contrário dos defensores do liberalismo estrito, enxergavam no Estado um papel vital na preservação da concorrência e na prevenção de monopólios, concebendo-o como um árbitro imparcial capaz de estabelecer as condições para um jogo econômico equitativo. A essência do ordoliberalismo reside na promoção de uma "ordem econômica" que, simultaneamente, fomente a competição saudável e assegure a justiça e a estabilidade. A influência dessas ideias permeou profundamente as políticas econômicas alemãs, sendo instrumental na formulação da "Economia Social de Mercado". Este modelo híbrido combina a dinâmica do mercado livre com a presença reguladora do Estado, resultando em uma abordagem única que busca harmonizar os benefícios do livre mercado com os princípios de justiça social e estabilidade econômica. 

## Comparações com outras filosofias econômicas

### Contraste entre as visões britânicas e americanas
A historiadora Kathleen G. Donohue argumenta que o liberalismo clássico nos Estados Unidos durante o século XIX apresentava características distintas em comparação com a Grã-Bretanha. Ela destaca que, ao contrário da ênfase na ideia de laissez-faire na teoria liberal clássica europeia, nos Estados Unidos, a maioria dos liberais clássicos não interpretava o laissez-faire como a ausência total de intervenção governamental. Para muitos liberais clássicos americanos, o laissez-faire não significava uma completa falta de intervenção do governo. Pelo contrário, esses pensadores estavam mais do que dispostos a apoiar a intervenção governamental em formas específicas, como a implementação de tarifas, subsídios para ferrovias e melhorias internas que beneficiavam diretamente os produtores. A distinção crucial apontada por Donohue é que, para esses liberais americanos, a objeção não era à intervenção per se, mas sim à intervenção em nome dos consumidores. Assim, enquanto os liberais clássicos europeus enfatizavam uma abordagem mais pura do laissez-faire, os liberais americanos estavam dispostos a aceitar intervenções governamentais que favorecessem os interesses dos produtores, mas se opunham a intervenções que supostamente prejudicavam os consumidores. Essa perspectiva distinta reflete as nuances e adaptações do liberalismo clássico nos Estados Unidos durante o século XIX, moldado pelas circunstâncias específicas e prioridades econômicas da época.  

### Limites de influência e influência sobre outras perspectivas
Na sua fase inicial, o liberalismo econômico concentrava-se na promoção da propriedade privada e do comércio. No entanto, à medida que crescia a conscientização sobre preocupações políticas, a ascensão do liberalismo econômico abriu caminho para uma variante conhecida como liberalismo social. Essa abordagem implicou uma adaptação à intervenção governamental para lidar com questões relacionadas à pobreza. Autores subsequentes perceberam e promoveram elementos específicos das teorias econômicas de Adam Smith em seus próprios trabalhos, destacando temas como livre comércio, divisão do trabalho e o princípio da iniciativa individual. Isso contribuiu para obscurecer outros aspectos do rico conjunto de políticas políticas presentes nas obras de Smith. Por exemplo, o trabalho de Smith advogou pelo ideal de que o cidadão comum deveria ter a possibilidade de possuir sua própria propriedade e participar ativamente no comércio. Smith acreditava que essa abordagem gradualmente permitiria que os indivíduos assumissem maior controle sobre seus lugares na sociedade. Essa ênfase na autonomia individual e na participação ativa na economia representa uma faceta muitas vezes esquecida do amplo espectro de políticas do liberalismo presente nas obras de Smith. 

### Liberalismo econômico e liberalismo fiscal (conservadorismo)
O liberalismo econômico é um conceito mais abrangente em comparação com o liberalismo fiscal, também chamado de conservadorismo fiscal ou libertarianismo econômico nos Estados Unidos. Embora o liberalismo econômico englobe várias ideias e princípios relacionados à economia, o liberalismo fiscal destaca-se especificamente pelo seu enfoque no aspecto financeiro e é muitas vezes definido como apoio ao comércio livre. No contexto mais amplo, o liberalismo econômico abrange uma variedade de princípios que defendem a liberdade individual, o livre mercado, a propriedade privada, a limitação da intervenção governamental na economia, entre outros. Enquanto isso, o liberalismo fiscal, dentro desse escopo mais amplo, concentra-se especialmente em questões relacionadas às finanças, como a defesa de políticas de baixos impostos, redução de gastos públicos e a promoção de um sistema tributário simplificado. Em resumo, enquanto o liberalismo econômico abrange uma gama ampla de ideias econômicas e princípios, o liberalismo fiscal é uma vertente mais específica que se concentra nas questões financeiras, especialmente aquelas relacionadas à tributação e gastos governamentais, e é frequentemente associado ao apoio ao comércio livre.  

### Posição sobre o intervencionismo estatal
O liberalismo econômico, em sua oposição à intervenção excessiva do governo na economia, destaca-se por defender a liberdade individual e a autonomia do mercado. No cerne dessa perspectiva está a crença de que o Estado deve atuar principalmente para proteger os direitos de propriedade e garantir o cumprimento dos contratos, permitindo que as forças do mercado operem de forma eficiente. No entanto, é importante notar que os defensores do liberalismo econômico reconhecem a existência de falhas de mercado, situações em que o mercado não atinge resultados eficientes. Diante dessas falhas, eles podem apoiar intervenções governamentais pontuais, como a regulação para corrigir externalidades negativas, a garantia da concorrência justa ou até mesmo a provisão de bens públicos. 
Dentro desse espectro, surgem variações no pensamento liberal. O ordoliberalismo, por exemplo, destaca a necessidade de uma ordem econômica e social bem regulamentada para preservar a liberdade e a concorrência, reconhecendo que algumas intervenções estatais são cruciais para assegurar o bom funcionamento do mercado. Já as escolas de liberalismo social, baseadas nos princípios do liberalismo clássico, entendem que, embora o mercado livre seja fundamental, o Estado tem um papel mais amplo a desempenhar na promoção do bem-estar geral e na mitigação das desigualdades resultantes do mercado. Essas abordagens propõem uma economia social de mercado, onde o Estado apoia a competição nos mercados e implementa programas de bem-estar social para corrigir as disparidades sociais. Em suma, o liberalismo econômico, ao equilibrar a defesa do mercado livre com o reconhecimento das limitações e falhas do mesmo, evolui para abordagens mais flexíveis que buscam preservar a eficiência do mercado enquanto garantem a equidade social por meio de intervenções governamentais focalizadas. 

## Críticas
Embora o liberalismo econômico tenha sido uma influência significativa no desenvolvimento de muitas economias ao redor do mundo, ele também enfrenta críticas de diversas perspectivas. Um dos primeiros problemas é a desigualdade social decorrente do liberalismo. A crítica intensa dirigida à desigualdade social dentro do paradigma do liberalismo econômico destaca uma série de implicações complexas e preocupantes associadas à enfática ênfase na liberdade de mercado. Ao permitir a ausência ou a insuficiência de regulamentações, esse modelo econômico pode abrir espaço para a acumulação desproporcional de riqueza por uma restrita elite, gerando um agravamento substancial das disparidades econômicas e sociais. A falta de supervisão adequada propicia um ambiente onde os benefícios do sistema econômico muitas vezes se concentram nas mãos de poucos, exacerbando a polarização entre os estratos sociais. Essa acumulação desigual não apenas perpetua a desigualdade, mas também contribui para a criação de uma dinâmica de poder desequilibrada, onde uma minoria influente detém uma quantidade significativa de recursos e influência.  
As disparidades resultantes não se limitam apenas aos aspectos econômicos, mas permeiam profundamente o tecido social. Tais desequilíbrios podem manifestar-se em áreas como acesso a educação de qualidade, oportunidades de emprego justas e acesso a serviços básicos. Como consequência, a criação de uma sociedade estratificada pode gerar tensões palpáveis, minando a coesão social e criando divisões que se estendem além do econômico para o cultural e político. A corrosão da coesão social não é apenas um fenômeno de curto prazo; ela projeta sombras sobre a estabilidade a longo prazo da sociedade. A falta de equidade econômica pode resultar em descontentamento generalizado, protestos sociais e até mesmo instabilidade política. A ausência de um equilíbrio sustentável entre os estratos sociais pode comprometer a capacidade da sociedade de enfrentar desafios coletivos e minar a confiança nas instituições, prejudicando, assim, a estabilidade duradoura e a harmonia social.  
Outro aspecto diz respeito aos impactos ambientais e a adoção do liberalismo. A crítica incisiva ao impacto ambiental ressalta uma profunda contradição entre o crescimento econômico desenfreado e a imperativa necessidade de sustentabilidade ambiental. O cerne dessa problemática reside na abordagem predominante do liberalismo econômico, que, ao favorecer o princípio "laissez-faire" e minimizar intervenções regulatórias, frequentemente negligencia a devida consideração às preocupações ambientais prementes. O liberalismo econômico, ao buscar maximizar a liberdade de mercado e as atividades empresariais, muitas vezes não integra efetivamente medidas que assegurem a preservação do meio ambiente. Essa lacuna na regulação pode propiciar a exploração desenfreada de recursos naturais, resultando em esgotamento acelerado, degradação ambiental e comprometimento irreversível dos ecossistemas. A ausência de restrições adequadas pode igualmente fomentar práticas empresariais que negligenciam as externalidades ambientais, como a poluição atmosférica, da água e do solo. A busca desenfreada por lucros, muitas vezes desvinculada de responsabilidade ambiental, pode acarretar danos irreparáveis ao ecossistema, comprometendo não apenas a biodiversidade, mas também a qualidade de vida das gerações futuras.  
Essa abordagem desregulada não apenas perpetua a degradação ambiental, mas cria uma dicotomia fundamental entre o crescimento econômico imediato e a sustentabilidade a longo prazo. A falta de incorporação de considerações ambientais críticas no modelo econômico pode levar a um cenário no qual os benefícios econômicos de curto prazo se sobrepõem aos custos ambientais, comprometendo a capacidade das futuras gerações de desfrutar de um ambiente saudável e equilibrado. Assim, a crítica ao impacto ambiental do liberalismo econômico destaca não apenas a necessidade urgente de equilibrar o crescimento econômico com a preservação ambiental, mas também ressalta a importância de reavaliar e ajustar os princípios orientadores para incorporar de maneira mais efetiva as preocupações ambientais, promovendo, assim, uma abordagem mais sustentável e equitativa para o desenvolvimento econômico. 
Um terceiro aspecto crucial refere-se à instabilidade financeira, destacando a intrínseca vulnerabilidade do sistema econômico liberal a crises. A falta de regulamentação eficaz cria um terreno propício para práticas de risco excessivo e especulação financeira, culminando em colapsos de mercado e recessões econômicas. Esta dinâmica levanta questões pertinentes sobre a capacidade do liberalismo econômico em assegurar estabilidade e prevenir crises sistêmicas. A ausência de um arcabouço regulatório robusto proporciona um ambiente no qual instituições financeiras, em busca de lucros maximizados, muitas vezes se envolvem em comportamentos de alto risco. A falta de supervisão adequada facilita práticas especulativas descontroladas, como a alavancagem excessiva e a criação de produtos financeiros complexos e opacos. Essas ações, quando não contidas por regulamentações efetivas, podem desencadear efeitos em cascata, propagando instabilidade por todo o sistema financeiro. 
Os episódios de colapsos de mercado e recessões, historicamente associados à ausência de regulação rigorosa, suscitam preocupações fundamentais sobre a resiliência do liberalismo econômico diante de adversidades financeiras. A capacidade do sistema em absorver choques, prevenir crises sistêmicas e proteger a economia de eventos disruptivos é posta à prova quando a busca pelo lucro desenfreado não é equilibrada por medidas regulatórias sólidas. A instabilidade financeira não é apenas uma ameaça imediata, mas tem repercussões duradouras, afetando empregos, investimentos e o bem-estar econômico geral. Isso levanta um questionamento crítico sobre a eficácia do liberalismo econômico em proporcionar um ambiente econômico estável e resiliente. Assim, a análise dessa vulnerabilidade financeira destaca a necessidade de repensar e fortalecer os mecanismos regulatórios para mitigar os riscos inerentes ao sistema, equilibrando assim a liberdade econômica com a estabilidade financeira sustentável. 
Um quarto aspecto é a crítica contundente à exploração laboral destaca de maneira incisiva que a busca desenfreada pelo lucro máximo pode servir como um catalisador para práticas altamente prejudiciais aos trabalhadores. A ausência de regulamentação eficaz cria um terreno propício para a imposição de salários inadequados, a instituição de condições de trabalho precárias e a ocorrência sistemática de violações dos direitos trabalhistas. Essa realidade suscita profundas preocupações éticas e humanitárias, provocando uma reflexão crítica sobre a compatibilidade entre o liberalismo econômico e o respeito pelos direitos fundamentais dos trabalhadores. A busca implacável pelo lucro, quando não contrabalançada por regulamentações laborais robustas, pode resultar em práticas que sacrificam o bem-estar e a dignidade dos trabalhadores em prol de ganhos financeiros. Salários inadequados, frequentemente distantes do mínimo necessário para sustentar uma qualidade de vida digna, podem levar a condições de trabalho desumanas, intensificando a pressão sobre os trabalhadores e comprometendo sua saúde física e mental. 
Além disso, a falta de regulamentação eficiente abre espaço para a exploração de lacunas nos direitos trabalhistas, permitindo que empregadores adotem práticas como horas excessivas, falta de benefícios adequados e ambientes laborais inseguros. Essas condições não apenas minam a qualidade de vida dos trabalhadores, mas também desafiam princípios fundamentais de justiça social e equidade. A crítica à exploração laboral, portanto, transcende as fronteiras econômicas, destacando uma tensão crucial entre a busca pelo lucro e a necessidade de garantir condições de trabalho justas e dignas. A promoção de padrões éticos e humanitários no ambiente de trabalho é essencial para uma sociedade equitativa, e a falta de regulamentação adequada no âmbito do liberalismo econômico levanta questões importantes sobre como conciliar o imperativo econômico com o respeito pelos direitos e bem-estar dos trabalhadores. 
Um quinto aspecto crucial se refere à crítica ao fracasso em reduzir a pobreza, levantando questionamentos substanciais sobre a eficácia do liberalismo econômico em abordar questões sociais fundamentais. Embora esse modelo promova o crescimento econômico, nem sempre assegura uma distribuição equitativa dos benefícios, e a ausência de programas sociais robustos pode resultar na persistência da pobreza entre os segmentos mais vulneráveis da sociedade. O liberalismo econômico, ao enfatizar o livre mercado e a busca pelo lucro, muitas vezes pressupõe que o crescimento econômico se traduzirá automaticamente em melhorias para todos os estratos sociais. No entanto, a realidade frequentemente diverge dessa expectativa, uma vez que a concentração de riqueza em determinados setores pode deixar vastas parcelas da população à margem dos benefícios econômicos. 
A falta de uma abordagem sistemática para garantir uma distribuição equitativa dos ganhos econômicos pode resultar em disparidades sociais acentuadas, com grupos vulneráveis enfrentando obstáculos significativos para escapar da pobreza. A ausência de programas sociais robustos, como redes de segurança, assistência à saúde e educação acessível, deixa os indivíduos mais desfavorecidos em situações de vulnerabilidade persistente. A crítica ao fracasso na redução da pobreza ressalta não apenas a necessidade de reavaliar as políticas econômicas, mas também de incorporar medidas que garantam uma distribuição mais equitativa dos benefícios do crescimento. Isso implica não apenas no reconhecimento da importância do crescimento econômico, mas também na implementação de políticas sociais e econômicas que atendam às necessidades dos menos privilegiados, promovendo uma sociedade mais justa e inclusiva. 
O sexto aspecto está relacionado à visão de curto prazo do liberalismo e a existência monopólios e oligopólios. A crítica à visão de curto prazo emerge como um ponto fundamental, destacando a prevalência da priorização do lucro imediato em detrimento de considerações a longo prazo. Decisões empresariais orientadas para obter retornos rápidos muitas vezes negligenciam as consequências ambientais, sociais e éticas de longo prazo, suscitando sérias preocupações sobre a sustentabilidade a longo prazo e a responsabilidade social das empresas. No contexto do liberalismo econômico, onde a maximização do lucro é frequentemente o principal impulsionador das ações empresariais, existe uma tendência preocupante em favorecer estratégias que gerem ganhos financeiros imediatos, sem uma análise adequada das implicações a longo prazo. Essa mentalidade de curto prazo pode resultar em práticas comerciais que ignoram questões cruciais, como a conservação dos recursos naturais, a equidade social e o respeito aos direitos humanos. 
A negligência das dimensões a longo prazo pode ter impactos significativos sobre o meio ambiente, com a sobreexploração de recursos, poluição e degradação ambiental sendo frequentemente resultados de decisões orientadas pelo lucro imediato. Além disso, as consequências sociais, como a desigualdade exacerbada e a exploração laboral, podem persistir quando as empresas não consideram devidamente os efeitos de suas operações a longo prazo. Essa crítica ressalta a necessidade de um paradigma empresarial que vá além do lucro imediato e incorpore considerações éticas, sociais e ambientais em suas práticas. O questionamento da visão de curto prazo destaca a importância da responsabilidade social corporativa, instando as empresas a adotarem uma abordagem mais holística que leve em conta os impactos a longo prazo de suas decisões, promovendo assim a sustentabilidade e contribuindo para o bem-estar duradouro da sociedade e do planeta.  
A crítica contundente aos monopólios e oligopólios enfatiza a falha do liberalismo econômico em assegurar uma concorrência saudável. A ausência de regulamentação eficaz pode propiciar a formação de estruturas de mercado altamente concentradas, comprometendo a livre competição e restringindo as escolhas dos consumidores. Esse cenário potencialmente resulta em preços elevados, redução da inovação e prejudica o funcionamento ideal do mercado. O liberalismo econômico, ao defender a mínima intervenção do Estado no mercado, pode inadvertidamente criar condições propícias para o surgimento de monopólios, onde uma única empresa domina completamente um setor, ou oligopólios, nos quais um pequeno grupo de empresas concentra a maior parte do poder de mercado. Essas estruturas concentradas frequentemente limitam a competição, minando o princípio fundamental da livre concorrência que deveria ser inerente ao modelo econômico liberal. A falta de regulamentação para evitar ou controlar monopólios e oligopólios pode resultar em consequências negativas para os consumidores. Preços elevados devido à falta de pressão competitiva e escolhas limitadas são alguns dos impactos diretos. Além disso, a redução da competição muitas vezes desestimula a inovação, já que empresas dominantes podem ter menos incentivos para melhorar produtos ou serviços quando enfrentam pouca ou nenhuma concorrência significativa. 
Um úlltimo aspecto é a falta da inclusão social. A crítica à falta de inclusão social destaca uma preocupação substancial de que o liberalismo econômico pode não lidar de maneira eficaz com as disparidades sociais. Grupos marginalizados, devido a barreiras sistêmicas, podem ser negligenciados, e a ausência de políticas específicas para abordar essas disparidades pode perpetuar a exclusão social e econômica. O liberalismo econômico, ao priorizar a liberdade de mercado e a busca pelo lucro, pode não ser inerentemente projetado para abordar as desigualdades profundas que podem existir em uma sociedade. Barreiras históricas, discriminação e desigualdades estruturais podem criar obstáculos significativos para grupos marginalizados, resultando em acesso desigual a oportunidades econômicas, educação, emprego e recursos. 
A falta de políticas específicas para corrigir essas disparidades pode levar a um ciclo de exclusão social persistente. Grupos minoritários podem enfrentar obstáculos adicionais na busca por igualdade de oportunidades, contribuindo para a perpetuação de desigualdades intergeracionais. A ausência de medidas proativas para promover a inclusão social pode resultar em uma sociedade onde a mobilidade ascendente é dificultada para aqueles que já enfrentam desvantagens significativas. A crítica à falta de inclusão social destaca, assim, a necessidade de uma abordagem mais abrangente e equitativa no contexto do liberalismo econômico. Isso implica reconhecer e abordar ativamente as disparidades sociais por meio de políticas que visem eliminar barreiras sistemáticas e promover a igualdade de oportunidades para todos os membros da sociedade. Ao fazer isso, é possível buscar uma harmonia mais eficaz entre a liberdade econômica e a justiça social, criando um ambiente onde todos os indivíduos têm a chance de prosperar, independentemente de sua origem ou identidade. 
Essas críticas sublinham a complexidade e os desafios associados ao liberalismo econômico, destacando a necessidade de considerações éticas e uma abordagem equilibrada na formulação de políticas econômicas.

## Divergência entre o liberalismo econômico e o conservadorismo
O embate entre o liberalismo econômico e o conservadorismo revela uma complexa tapeçaria de ideias e valores que moldam as perspectivas sobre o papel do Estado, as mudanças sociais, a liberdade individual e o comércio internacional. Enquanto o liberalismo econômico preconiza um Estado mínimo, promovendo mercados livres, concorrência e globalização como impulsionadores do crescimento econômico e da eficiência, os conservadores adotam uma abordagem mais cautelosa. Estes valorizam a preservação de tradições culturais, a segurança econômica nacional e a responsabilidade individual, muitas vezes resistindo a mudanças sociais rápidas. Os divergentes pontos de vista dessas correntes de pensamento se manifestam em suas visões sobre o papel do Estado na economia, a promoção de valores sociais e a abertura aos mercados internacionais. A compreensão dessas diferenças fundamentais é essencial para uma análise abrangente das dinâmicas políticas e econômicas contemporâneas. 

### Visão sobre o papel do Estado
A relação entre o liberalismo econômico e o conservadorismo pode variar dependendo do contexto político e cultural de cada país. Em termos gerais, o liberalismo econômico e o conservadorismo são duas correntes de pensamento distintas, mas muitas vezes coexistem e se complementam em certas situações. Para ampliar a explicação sobre o papel do Estado na economia, é relevante destacar mais detalhes sobre as perspectivas dos liberais econômicos e dos conservadores. Os liberais econômicos fundamentam sua visão na crença de que os mercados livres e a competição são as forças motrizes que impulsionam o crescimento econômico e a eficiência. Eles argumentam que quando o Estado interfere excessivamente na economia, isso pode resultar em distorções, ineficiências e na alocação ineficaz de recursos. Portanto, os liberais defendem a minimização da intervenção estatal e a promoção de um ambiente onde as forças do mercado determinam os preços, a produção e a distribuição de bens e serviços. Além disso, os liberais econômicos frequentemente advogam por políticas que incentivem a iniciativa privada, a inovação e o empreendedorismo. Eles acreditam que a liberdade econômica individual é crucial para o desenvolvimento de uma sociedade próspera e dinâmica. Em termos práticos, isso pode se traduzir em apoiar a desregulamentação, a redução de impostos e a privatização de setores que historicamente foram controlados pelo governo. 
Os conservadores, embora possam concordar com a noção de limitação do Estado, tendem a adotar uma abordagem mais flexível, reconhecendo que o governo pode desempenhar um papel importante na preservação da ordem social e dos valores tradicionais. Eles veem o Estado como uma instituição que pode ser utilizada para manter a coesão social, proteger a moralidade e garantir a estabilidade. Dentro da perspectiva conservadora, a intervenção governamental moderada é justificada quando se trata de preservar instituições sociais, como a família, a religião e a educação, que são consideradas pilares da ordem tradicional. Conservadores também podem apoiar políticas que visam a mitigação de desigualdades sociais e a promoção de uma sociedade coesa, muitas vezes por meio de programas sociais direcionados. Importante ressaltar que, em diferentes contextos e situações políticas, a linha que separa as visões liberais e conservadoras pode se tornar fluida, com algumas sobreposições e adaptações para lidar com desafios específicos. Portanto, a relação entre o liberalismo econômico e o conservadorismo é complexa e pode variar dependendo do cenário político, cultural e econômico de cada país. 

### Abordagem em relação às mudanças sociais
Os liberais econômicos fundamentam sua visão na crença de que os mercados livres e a competição são as forças motrizes que impulsionam o crescimento econômico e a eficiência. Eles argumentam que quando o Estado interfere excessivamente na economia, isso pode resultar em distorções, ineficiências e na alocação ineficaz de recursos. Portanto, os liberais defendem a minimização da intervenção estatal e a promoção de um ambiente onde as forças do mercado determinam os preços, a produção e a distribuição de bens e serviços. Além disso, os liberais econômicos frequentemente advogam por políticas que incentivem a iniciativa privada, a inovação e o empreendedorismo. Eles acreditam que a liberdade econômica individual é crucial para o desenvolvimento de uma sociedade próspera e dinâmica. Em termos práticos, isso pode se traduzir em apoiar a desregulamentação, a redução de impostos e a privatização de setores que historicamente foram controlados pelo governo. Os conservadores, embora possam concordar com a noção de limitação do Estado, tendem a adotar uma abordagem mais flexível, reconhecendo que o governo pode desempenhar um papel importante na preservação da ordem social e dos valores tradicionais. Eles veem o Estado como uma instituição que pode ser utilizada para manter a coesão social, proteger a moralidade e garantir a estabilidade. Dentro da perspectiva conservadora, a intervenção governamental moderada é justificada quando se trata de preservar instituições sociais, como a família, a religião e a educação, que são consideradas pilares da ordem tradicional. Conservadores também podem apoiar políticas que visam a mitigação de desigualdades sociais e a promoção de uma sociedade coesa, muitas vezes por meio de programas sociais direcionados. 

### Ênfase na liberdade individual
A liberdade individual é um conceito fundamental tanto para o liberalismo econômico quanto para o conservadorismo, mas as ênfases e perspectivas podem diferir. Os liberais econômicos enfatizam a importância da liberdade de escolha do consumidor. Eles acreditam que indivíduos devem ter a autonomia para tomar decisões econômicas, escolhendo produtos e serviços de acordo com suas preferências, sem intervenção excessiva do governo. A liberdade empresarial é vista como um componente crucial do liberalismo econômico. Os liberais defendem a ideia de que empresários devem ter a liberdade de iniciar, administrar e expandir seus negócios com o mínimo de restrições governamentais possível. Isso é considerado essencial para a inovação, crescimento econômico e criação de empregos.  Os liberais econômicos defendem a autonomia individual na esfera econômica. Isso significa que os indivíduos devem ter a liberdade de buscar oportunidades econômicas, investir, poupar e empreender, sem interferência excessiva do Estado. 
Conservadores valorizam a liberdade individual, mas muitas vezes a relacionam à responsabilidade individual. Eles argumentam que a liberdade vem com a responsabilidade de agir de maneira ética, contribuir para a sociedade e seguir normas morais. A responsabilidade individual é vista como um contrapeso à liberdade, garantindo que ela não seja usada de maneira prejudicial. Conservadores veem a preservação das tradições culturais como parte integrante da liberdade. Eles argumentam que a herança cultural e os valores tradicionais são fundamentais para a coesão social e para a manutenção de uma ordem estável. Assim, a liberdade individual é entendida dentro do contexto de preservar essas tradições. Em resumo, tanto liberais econômicos quanto conservadores reconhecem a importância da liberdade individual, mas suas ênfases e abordagens refletem diferenças nas prioridades. Enquanto os liberais econômicos destacam a liberdade de escolha no âmbito econômico, os conservadores colocam ênfase na responsabilidade individual e na preservação de tradições culturais como elementos essenciais da liberdade. 

### Visão sobre o comércio internacional
Os liberais econômicos geralmente defendem fortemente o comércio livre e a globalização. Eles acreditam que a remoção de barreiras comerciais, tarifas e restrições facilita a circulação de bens, serviços e capitais entre os países. Essa abertura é vista como benéfica para o crescimento econômico, aumentando a eficiência, promovendo a especialização e permitindo o acesso a uma variedade maior de produtos e mercados.  Os liberais econômicos argumentam que o comércio livre e a globalização resultam em benefícios econômicos, estimulando a competitividade, incentivando a inovação e proporcionando ganhos de produtividade. Essa visão é alinhada com a crença de que a interconexão global pode levar a uma alocação mais eficiente de recursos. Conservadores podem adotar uma postura mais cautelosa em relação ao comércio internacional. Eles podem temer que a abertura excessiva aos mercados globais possa prejudicar a segurança econômica nacional, especialmente se isso resultar em perda de empregos ou na dependência excessiva de outros países para determinados bens essenciais. Conservadores podem estar particularmente preocupados com a segurança econômica, a preservação de empregos locais e a proteção de setores considerados estratégicos para a soberania nacional. Além disso, há uma preocupação de que a globalização possa desafiar tradições culturais e valores locais, levando a uma homogeneização cultural indesejada. 